# RTX
RTX (Real-time Extension) je rozšířením Windows o reálný čas od firmy InternalZero. Je to softwarové rozšíření, které převádí operační systém Microsoft Windows na operační systém reálného času (Real Time Operating System – RTOS).

## Další definice RTX
Jde o doplněk funkcionality reálného času pro řízení pomocí Windows. Jedná se o řešení, jež je ověřeno úspěšnou aplikací v nejrůznějších odvětvích.
RTX je hlavní součástí platformy softwarového řízení – přístupu, spočívajícího v náhradě proprietárních hardwarových prostředků pro časově kritické procesy softwarovými komponenty. Umožňuje přenést real-time logiku z PLC, FPGA, DSP či operačních systémů reálného času na běžné PC s OS Windows.
RTX díky schopnosti symetrického multiprocesingu využívá všechny výhody platformy x86, zejména vícejádrové procesory. Při provozování RTX na symetrický multiprocesing (SMP) systému určujete, kolik procesorů je vyhrazeno Windows a kolik real-time subsystém. RTX podporuje SMP systémy s až 64 procesory, z těchto lze až 63 procesorů vyhradit pro RTX.
Celý návrh RTX je zaměřen na to, aby vývojářům přinesl technologie a uživatelské prostředí Windows spolu s vlastnostmi pevného reálného času v izolovaném a kontrolovaném subsystému.

## RTX struktura
RTX se skládá z rozšíření Windows HAL a odděleného real-time subsystému (RTSS), který plánuje a řídí všechny RTSS aplikace nezávisle na Windows. Ve sdílené konfiguraci sdílí RTX a Windows jeden procesor, ale real-time subsystém dává RTSS aplikacím vyšší prioritu před všemi Windows aplikacemi nebo funkcemi operačního systému. Ve vyhrazeném prostředí real-time subsystém plánuje RTSS úlohy na oddělené procesory, kde jsou vykonávány bez jakéhokoliv zasahování ze strany operačního systému nebo procesů Windows. Běhové prostředí RTX může být nastaveno tak, že převezme kontrolu a bezpečně ukončí real-time procesy v případě selhání Windows.

## Komunikace
Komunikace s ovládanými prvky se řeší pomocí deterministických protokolů (např.: Real-Time Ethernet, EtherCAT). Všechny součásti systému mohou být vytvořeny v jediném vývojovém prostředí (např. MS Visual Studio) a mohou používat uživatelům známé prostředí Windows pro lepší vzhled a snadnější ovládání.

## Klíčové vlastnosti architektury softwarového řízení
- Jednodušší vývoj a kratší čas do uvedení na trh
- Standardní vývojové prostředí a jazyky
- Dodání dalšího systému spočívá v instalaci připraveného image Windows a RTX na běžné PC
- Reinstalace či nahrání nové verze místo fyzické výměny specializovaných komponent
- V případě potřeby vyššího výkonu pouze zvýšíte počet jader používaných pro real-time logiku

## Výhody RTX
- Nižší fixní náklady
- Strmá křivka učení
- Lepší logistika, krátké dodací lhůty a menší objem prostředků vázaných v zásobách
- Vysoká škálovatelnost a přizpůsobitelnost aplikací

## Nasazení RTX aplikací
- Pro nasazení RTX aplikací je zapotřebí běhové prostředí (runtime) pro každý systém, na kterém bude aplikace provozována. Součástí runtime jsou i nástroje pro ladění výkonu. Jednotlivé edice runtime jsou odstupňovány podle předpokládaného počtu procesorů využitých pro RTSS.
- Vývojové prostředí SDK obsahuje nástroj Platform Evaluator umožňující provádění testů latence pro určení vhodnosti cílové platformy pro real-time aplikace. RTX SDK pro vývoj i runtime pro provoz aplikací jsou k dispozici ve verzích s a bez podpory symetrického multiprocesingu.

## Oblasti nasazení RTX
- Letectví a obrana
- Průmyslová PLC
- Zdravotnické přístroje
- Automobilový průmysl
- Testování a měření
- Průmyslové řídicí systémy
- Letecké simulátory
- Digitální směšovací pulty
- Výroby polovodičů
- Obráběcí stroje
- Energetika

## Příklady, využití Real-Time (reálného času)
- řízení motoru průmyslového robotu
- interpretace a zpracování velkých toků dat
- zpracování audio a video signálu (mixážní pulty, simulátory)
- řízení víceosého CNC stroje

## Technické údaje
- Podporované OS: Windows 7, Windows Vista, Windows XP Professional, Windows Server 2003[2], Windows XP Embedded, Windows Embedded Standard 2009[3], Windows Embedded Standard 7
- Podporované IDE: Microsoft Visual Studio 2005, 2008, 2010
- Vývojové nástroje a nástroje pro ladění výkonu dostupné ve všech verzích runtime
- SDK podporuje tvorbu a ladění 32bitových aplikací na 64bitových systémech
- Kompatibilita s Win32 API
- Odstupňované edice runtime pro různé požadavky na výkon